# Lill-Bjärntjärnen
Lill-Bjärntjärnen är en sjö i Vindelns kommun i Västerbotten och ingår i Umeälvens huvudavrinningsområde. Sjön har en area på 0,0419 kvadratkilometer och ligger 291 meter över havet. Sjön avvattnas av vattendraget Rödån (Rödkullaån).

## Delavrinningsområde
Lill-Bjärntjärnen ingår i det delavrinningsområde (713695-170411) som SMHI kallar för Ovan Svartbäcken. Medelhöjden är 303 meter över havet och ytan är 22,07 kvadratkilometer. Det finns inga avrinningsområden uppströms utan avrinningsområdet är högsta punkten. Rödån (Rödkullaån) som avvattnar avrinningsområdet har biflödesordning 3, vilket innebär att vattnet flödar genom totalt 3 vattendrag innan det når havet efter 82 kilometer. Avrinningsområdet består mestadels av skog (87 procent). Avrinningsområdet har 0,41 kvadratkilometer vattenytor vilket ger det en sjöprocent på 1,9 procent.